# 제3기
| 현 생 누 대 | 신 생 대 | 제4기  | 홀로세       |
| 현 생 누 대 | 신 생 대 | 제4기  | 플라이스토세 |
| 현 생 누 대 | 신 생 대 | 신진기 | 플리오세     |
| 현 생 누 대 | 신 생 대 | 신진기 | 마이오세     |
| 현 생 누 대 | 신 생 대 | 고진기 | 올리고세     |
| 현 생 누 대 | 신 생 대 | 고진기 | 에오세       |
| 현 생 누 대 | 신 생 대 | 고진기 | 팔레오세     |
| 현 생 누 대 | ▼        | ▼      | ▼            |

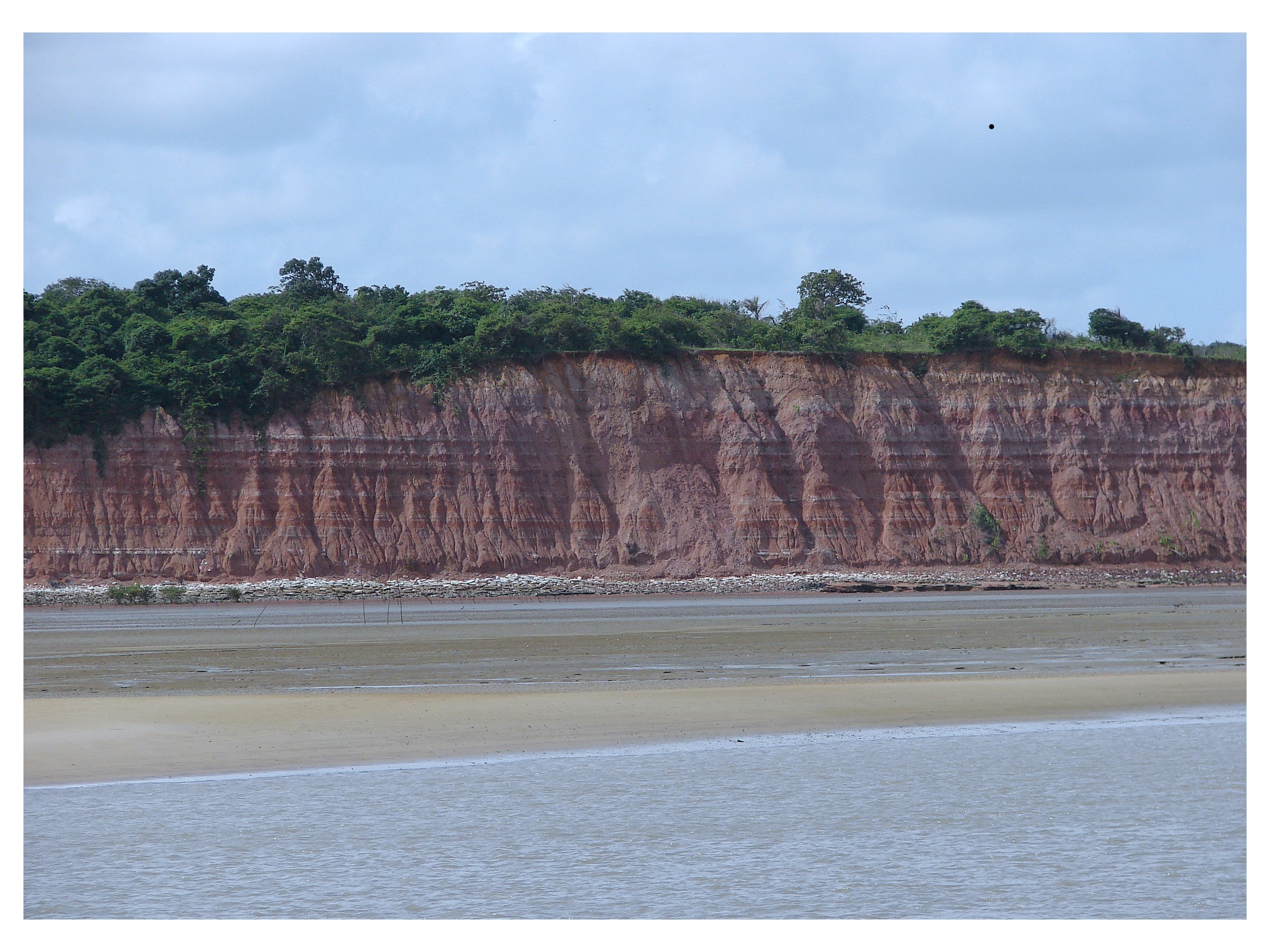

제3기(第三紀)는 지구 지질 시대에서 6,500만년 전부터 200만년 전까지의 기간을 말한다. 포유동물과 쌍떡잎 식물이 번성하고 지각의 변동이 심하였다.  1759년 아르뒤노가 지층을 4분하였을 때 세 번째 지층으로 명명한데서 비롯된 명칭이다. 제3기는 약 2600만년 전을 경계로 하여 다시 고진기와 신진기로 나뉜다.
제3기는 오래된 순으로 팔레오세, 에오세, 올리고세, 마이오세, 플라이오세의 5시기로 세분되는데, 이 가운데 앞의 3시기를 고진기, 나머지 2기를 신진기라고 한다.

## 지리
이 시기에 유라시아 대륙에는 고생대 이후 존재한 테티스해의 축소로 인해 고진기의 주요 조산기, 신진기의 대융기로 알프스산맥과 히말라야산맥 등의 대산맥이 생겼고, 아메리카 대륙에서도 북아메리카의 코르디예라에서 남아메리카의 안데스로 이어지는 산맥이 형성되었다.

## 동물
제3기가 중생대와 가장 다른 특징은 암모나이트나 공룡 등 중생대형 생물이 중생대 말에 절멸하고 현대형의 생물이 등장한 것과 팔레오세에 대발전을 시작하여 다양하게 진화하고 분화하였으며, 중생대 말에 있었던 공룡의 집단적 전멸과 육상의 환경요인변화 및 속씨식물의 발전 등으로 번성하였다. 에오세에 접어들면서 테티스해에 화폐석이 번성하였으나, 올리고세에는 쇠퇴하기 시작하였다. 고진기의 주요 표준화석으로는 화폐석 이외에도 조개류를 들 수 있다. 신진기로 접어드는 마이오세의 동물계는 지금과 큰 차이가 없으나 포유류,고등 유공충 등은 옛 형이다. 플라이오세에는 코끼리와 말류가 번성하였고, 신진기의 주요화석으로는 유공충과 복족류에 속하는 비카라아가 있다.

## 식물
식물계는 고진기의 경우 중생대 백악기 이후와 거의 차이가 없으나, 활엽수가 많아졌고 풀이 생겨났으며, 신진기에는 낙엽수가 늘기 시작하여 기후가 한랭해지기 시작하였다.

## 지층

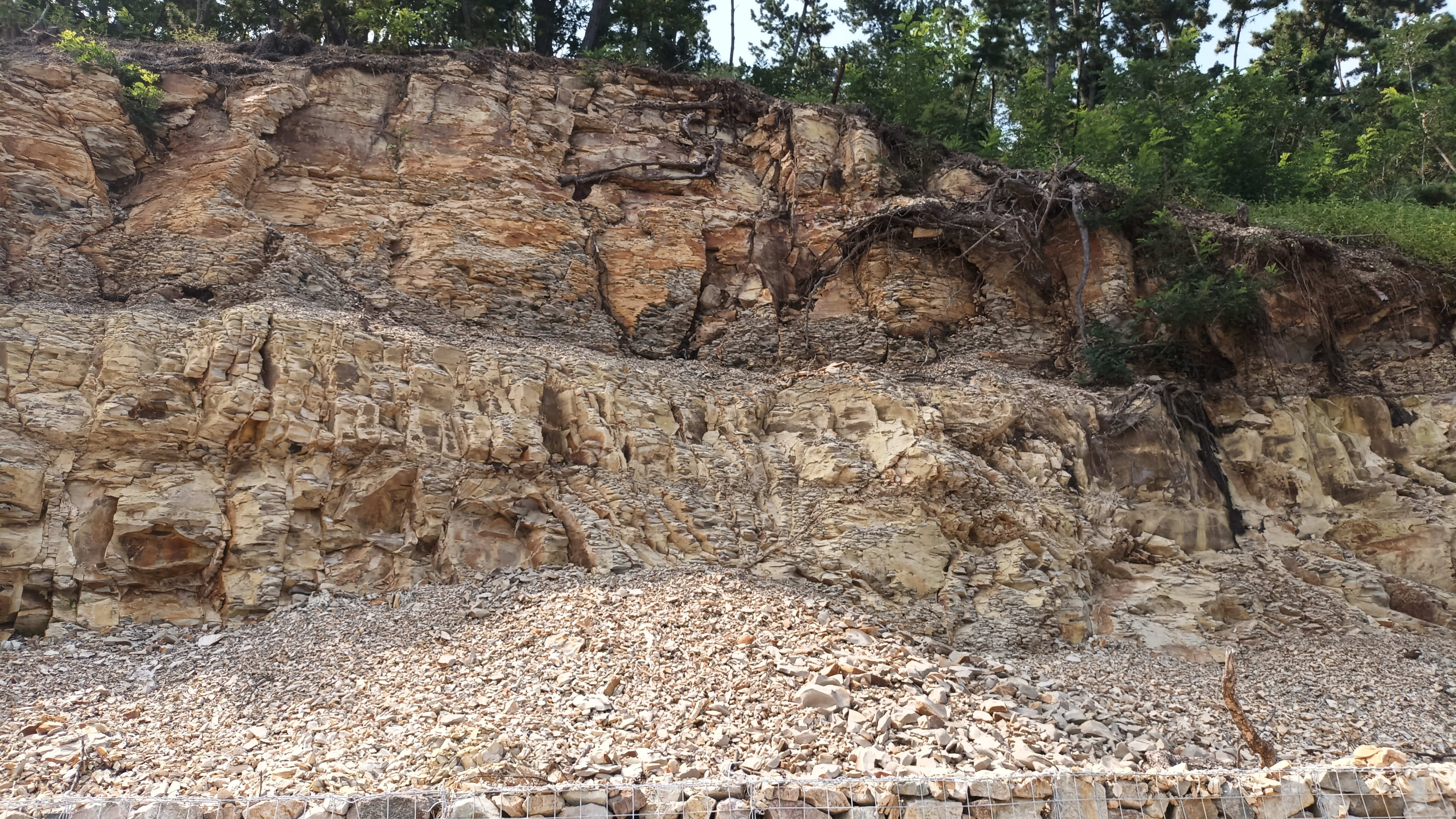
신생대 제3기에 퇴적된 포항시 여남동의 여남층의 모습이다.

이 시기의 지층으로는 사암, 혈암, 역암과 같은 쇄설암류가 우세하며, 석회암은 오래된 시기의 지층에 비해서 적다.

### 한국
한국은 북한에 고제3계와 신제3계가 주로 분포하나 남한에는 북평, 포항, 영일 등지와 제주도 서귀포에 신진기층이 소규모로 분포하고 있다. 포항시에 분포하는 제3기 지층은 호미곶층군, 장기층군, 연일층군 등으로 구성된다.